# Valeriu Iftime
 (mai 2025).
L'article doit être relu — et modifié si nécessaire — par des contributeurs indépendants pour apporter un regard critique aux contributions effectuées en violation des conditions d'utilisation de Wikipédia, tant sur la forme (notamment concernant le style encyclopédique, la proportionnalité) que sur le fond (la neutralité de point de vue, la qualité et l'indépendance des sources).
 (mai 2025).
 (mai 2025).
Motif : création cross wiki + hagiographie
- Archive Wikiwix
- Bing
- Cairn
- DuckDuckGo
- E. Universalis
- Gallica
- Google
- G. Books
- G. News
- G. Scholar
- Persée
- Qwant
- (zh) Baidu
- (ru) Yandex
- (wd) trouver des œuvres sur Wikidata

| 1. | Préciser le motif de la pose du bandeau. | Précisez le motif de la pose du bandeau en utilisant la syntaxe suivante : {{admissibilité à vérifier\|date=mai 2025\|motif=remplacez ce texte par le motif}}                       |
| 2. | Informer les utilisateurs concernés.     | Pensez à avertir le créateur de l'article, par exemple, en insérant le code ci-dessous sur sa page de discussion : {{subst:avertissement admissibilité à vérifier\|Valeriu Iftime}} |

Valeriu Iftime, né le 31 mai 1960, est un homme d'affaires, un directeur sportif et un homme politique roumain affilié au Parti national libéral (PNL). Il est largement reconnu pour ses contributions au développement régional, à l'efficacité énergétique et à la gestion du football, notamment grâce à sa propriété du FC Botoșani et d'Elsaco.

## Carrière dans les affaires
Il est le propriétaire du club de football FC Botoșani, qui évolue en première division Roumaine. Son implication dans le sport a fait de lui une figure bien connue du football roumain, le FC Botoșani étant régulièrement en compétition en Liga I et obtenant des parrainages grâce à son réseau commercial. Malgré les difficultés financières, Iftime a veillé à ce que le club reste compétitif en investissant dans le développement des joueurs et les infrastructures,. Au fil des années, il a démontré une remarquable aptitude à gérer le club, en identifiant des talents prometteurs et en leur offrant des opportunités de développement professionnel. Sous sa direction, le FC Botoșani est devenu une plateforme pour les jeunes joueurs aspirant à rejoindre des équipes plus prestigieuses, contribuant ainsi à la croissance du football roumain.
Valeriu Iftime est également propriétaire et président d'Elsaco, une société spécialisée dans les solutions d'efficacité énergétique, l'automatisation et les services informatiques. Sous sa direction, Elsaco a contribué de manière significative au développement des infrastructures et des technologies en Roumanie, en obtenant des contrats pour des projets énergétiques majeurs, notamment la réhabilitation du réseau de chauffage de Bucarest. Grâce à son leadership, l'entreprise a su s'imposer comme un acteur clé dans le domaine de l'énergie, favorisant l'innovation technologique et la durabilité environnementale. Ses réussites dans le secteur des affaires lui ont valu la reconnaissance comme l’un des entrepreneurs les plus influents du pays, avec une fortune estimée à plus de 100 millions d’euros. En plus de ses engagements professionnels, il s’investit activement dans le soutien aux initiatives locales visant à moderniser les infrastructures et promouvoir des solutions énergétiques durables.

## Carrière politique
En 2024, Valeriu Iftime entre en politique et est élu président du conseil départemental de Botoșani.
Son leadership dans la région s’aligne sur les politiques pro-européennes du Parti national libéral (PNL). Il a parlé du développement régional et de l'intégration européenne, plaidant pour que Botoșani continue sur une « voie pro-européenne ».
Début 2024, il a été élu à la tête du PNL Botoșani, renforçant ainsi son influence dans la politique locale. Son mandat a été marqué par des efforts visant à améliorer les infrastructures, la croissance économique et l’éducation dans la région.

## Plaidoyer pour l'éducation
Il a récemment exprimé sa déception que Botoșani n'ait pas d'élève de lycée olympique en mathématiques, soulignant son engagement à améliorer les opportunités éducatives dans la région. Son intérêt pour l’éducation s’inscrit dans sa vision plus large du développement régional.

## Vie personnelle
Valeriu Iftime a deux enfants, Vlad et Șerban Iftime. Ils ont repris la gestion de deux sociétés du portefeuille Elsaco. L'implication de sa famille dans l'entreprise assure la continuité dans la gestion de l'entreprise.